# Stanisławówka (Żdżary)
Stanisławówka – kolonia wsi Żdżary w Polsce położona w województwie łódzkim, w powiecie wieruszowskim, w gminie Bolesławiec.
| SIMC    | Nazwa      | Rodzaj                                        |
| ------- | ---------- | --------------------------------------------- |
| 0194576 | Koziołek   | część kolonii (od 2023 r. kolonia wsi Żdżary) |
| 0194582 | Michałówka | część kolonii (od 2022 r. część wsi Żdżary)   |

W latach 1975–1998 miejscowość należała administracyjnie do województwa kaliskiego.
Przed 2023 r. miejscowość była miejscowością podstawową typu kolonia.